# Джош Сарджент
Джошуа Томас Сарджент (англ. Joshua Thomas Sargent, нар. 20 лютого 2000, О'Феллон) — американський футболіст, нападник англійського клубу «Норвіч Сіті».
Виступав, зокрема, за клуб «Вердер», а також національну збірну США.

## Клубна кар'єра
Народився 20 лютого 2000 року в місті О'Феллон. Вихованець футбольної школи клубу «Сент-Луїс Скотт Галлахер».
У дорослому футболі дебютував 2018 року виступами за команду «Вердер» II, в якій того року взяв участь у 12 матчах чемпіонату. 
Своєю грою за цю команду привернув увагу представників тренерського штабу клубу «Вердер», до складу якого приєднався 2018 року. Відіграв за бременський клуб наступні три сезони своєї ігрової кар'єри. Більшість часу, проведеного у складі «Вердера», був основним гравцем атакувальної ланки команди.
До складу клубу «Норвіч Сіті» приєднався 2021 року. Станом на 9 листопада 2022 року відіграв за команду з Норвіча 44 матчі в національному чемпіонаті.

## Виступи за збірні
2015 року дебютував у складі юнацької збірної США (U-17), загалом на юнацькому рівні взяв участь у 48 іграх, відзначившись 30 забитими голами.
Протягом 2017–2018 років залучався до складу молодіжної збірної США. На молодіжному рівні зіграв у 6 офіційних матчах, забив 4 голи.
28 травня 2018 року дебютував в офіційних матчах у складі національної збірної США.
У листопаді 2022 року він був включений до складу збірної США на Чемпіонат світу з футболу 2022 року.
| Дата       | Місто          | Господарі | Результат  | Гості    | Турнір                                   | Голи | Примітки |
| ---------- | -------------- | --------- | ---------- | -------- | ---------------------------------------- | ---- | -------- |
| 29-5-2018  | Філадельфія    | США       | 3 – 0      | Болівія  | товариський матч                         | 1    | 62'      |
| 2-6-2018   | Дублін         | Ірландія  | 2 – 1      | США      | товариський матч                         | -    | 70'      |
| 9-6-2018   | Десін-Шарп'є   | Франція   | 1 – 1      | США      | товариський матч                         | -    | 74'      |
| 12-10-2018 | Тампа          | США       | 2 – 4      | Колумбія | товариський матч                         | -    | 83'      |
| 17-10-2018 | Іст-Гартфорд   | США       | 1 – 1      | Перу     | товариський матч                         | 1    | 69'      |
| 20-11-2018 | Генк           | Італія    | 1 – 0      | США      | товариський матч                         | -    | 62'      |
| 6-6-2019   | Вашингтон      | США       | 0 – 1      | Ямайка   | товариський матч                         | -    |          |
| 6-9-2019   | Іст-Ратерфорд  | США       | 0 – 3      | Мексика  | товариський матч                         | -    | 67'      |
| 10-9-2019  | Сент-Луїс      | США       | 1 – 1      | Уругвай  | товариський матч                         | -    | 74'      |
| 12-10-2019 | Вашингтон      | США       | 7 – 0      | Куба     | Ліга націй КОНКАКАФ 2019—2020 - 2-й етап | 1    |          |
| 16-10-2019 | Торонто        | Канада    | 2 – 0      | США      | Ліга націй КОНКАКАФ 2019—2020 - 2-й етап | -    | 84'      |
| 19-11-2019 | Джорджтаун     | Куба      | 0 – 4      | США      | Ліга націй КОНКАКАФ 2019—2020 - 2-й етап | 2    |          |
| 25-3-2021  | Вінер-Нойштадт | США       | 4 – 1      | Ямайка   | товариський матч                         | -    | 83'      |
| 30-5-2021  | Санкт-Галлен   | Швейцарія | 2 – 1      | США      | товариський матч                         | -    | 72'      |
| 4-6-2021   | Денвер         | США       | 1 – 0      | Гондурас | Ліга націй КОНКАКАФ 2019—2020 - півфінал | -    | 78'      |
| 7-6-2021   | Денвер         | США       | 3 – 2 д.ч. | Мексика  | Ліга націй КОНКАКАФ 2019—2020 - Фінал    | -    | 67'      |
| 2-9-2021   | Сан-Сальвадор  | Сальвадор | 0 – 0      | США      | Відбір до ЧС 2022                        | -    |          |
| 5-9-2021   | Нашвілл        | США       | 1 – 1      | Канада   | Відбір до ЧС 2022                        | -    | 83'      |
| 8-9-2021   | Сан-Педро-Сула | Гондурас  | 1 – 4      | США      | Відбір до ЧС 2022                        | -    | 46'      |
| 23-9-2022  | Дюссельдорф    | Японія    | 2 – 0      | США      | товариський матч                         | -    | 46'      |
| Усього     |                | Матчів    | 20         |          | Голів                                    | 5    |          |

## Титули і досягнення
- Переможець Ліги націй КОНКАКАФ (1):

США: 2019–20
- Володар Срібного бутса молодіжного чемпіонату світу 2017[5]